# Калергијев план
Калергијев план (итал. Piano Kalergi), који се понекад назива Завера Куденхов-Калерги, је крајње десничарска, антисемитска теорија завере о геноциду над белцима, која тврди да је аустријско-јапански политичар Рихард фон Куденхове-Калерги смислио заверу да меша беле Европљане са другим расама путем имиграције. Теорија завере се најчешће повезује са европским групама и партијама, али се проширила и на северноамеричку политику.

## Порекло
Теорија завере потиче из дела Калергијеве књиге Praktischer Idealismus (Практични идеализам), у којој је предвидео да ће се појавити мешана раса будућности: „Човек будућности ће бити мешане расе. Данашње расе и класе ће постепено нестати због нестајања простора, времена и предрасуда. Евроазијско-негроидна раса будућности, слична по свом изгледу старим Египћанима, замениће разноликост народа разноликошћу појединаца.“ Модерни екстремно десничарски појединци настоје да повуку односе између савременог креирања европских политика и овог цитата.
Аустријски неонацистички писац Герд Хонсик писао је о овој теми у својој књизи Калергијев план (2005). Независни италијански лист Линкиеста истражио је теорију завере и описао је као превару која је упоредива са измишљеним антисемитским документом Протоколи сионских мудраца.

## Пријем
Јужњачки правни центар за сиромашне описује Калерги план као изразито европски начин да се прогура теорија завере о геноциду над белцима у Европи, преко расиста који цитирају Кундехов-Калергијева дела ван контекста како би потврдили да је миграциона политика Европске уније тенденциозни део завере које су смишљене пре неколико деценија да би се уништили бели људи. Нада не мржња, група која наступа против расизма, описала је план као расистичку теорију завере која тврди да је Куденхов-Калерги намеравао да утиче на европску политику о имиграцији како би створио „становништво лишено идентитета“ којим би тада наводно владали јеврејска елита.
У свом роману Средња Енглеска из 2018, аутор Џонатан Ко сатирично третира теорију кроз лик теоретичара завере Питером Стопсом.
Године 2019. политичко десно оријентисана непрофитна организација Turning Point USA објавила је на Твитеру фотографију на којој је особа држала лопту за плажу на којој је био текст који промовише ову теорију завере. Твит је убрзо обрисан.